# Месник (фільм, 1990)
«Месник» (англ. The Revenger) — американський фільм режисера Седріка Сандстрома.

## Сюжет
Брат саксофоніста Майка Келлера на ім'я Маккі повинен доставити дипломат з 500 тисячами доларів мафії. Але під час поїздки Маккі помічає за собою погоню, і перш ніж бути вбитим, ховає дипломат в лісі. Майка заарештовують, як співучасника, і садять у в'язницю. Через кілька років Майк виходить на свободу, але до нього заявляються ті самі гангстери і вимагають, щоб він повернув 500 тисяч доларів, які їм не привіз його брат. Але Майк дійсно не знає, про що йдеться. Гангстери не вірять саксофоністові і викрадають його дружину Лізу, обіцяючи вбити її, якщо Майк не привезе не гроші.

## У ролях
| Актор             | Роль                |
| ----------------- | ------------------- |
| Олівер Рід        | Джек Фішер          |
| Френк Загаріно    | Майкл Келлер        |
| Джефф Челентано   | Гаррі Кроуфорд      |
| Ненсі Мулфорд     | Ліза                |
| Шон Тейлор        | Тайрон Річардсон    |
| Норман Енсті      | детектив Марш       |
| Джон Чьянетті     | Віллі Теста         |
| Джон Пастернак    | Великий Джон Баррон |
| Робін Сміт        | Чак                 |
| Френк Нотаро      | Фредді              |
| Ел Таракі         | Сток                |
| Джемі Бартлетт    | Хабер               |
| Арнольд Вослу     | Маккі               |
| Джон Майтхам      | Елліот Рассел       |
| Майкл Бруннер     | Мел                 |
| Фетс Букхолейн    | Френк Прайс         |
| Ноббі Кларк       | охоронець 1         |
| Гай Прінгл        | охоронець 2         |
| Мусетта Вандер    | Марісса             |
| Ден Робертс       | патрульний 2        |
| Кеті Вінакомб     | репортер            |
| Елізабет Джордано | Керол               |
| Джиніфер          | Кімберлі Старк      |
| Шон Хіггс         | офіцер 1            |
| Реон Бота         | офіцер 2            |
| Білл Олмстед      | пілот вертольота    |